# Берлін (телесеріал)
«Берлін» (ісп. Berlín), також знаний як «Паперовий будинок: Берлін» (ісп. La casa de papel: Berlín; англ. Money Heist: Berlin) — іспанський кримінальний телесеріал 2023 року, створений Алексом Піною та Естером Мартинесом Лобато та вийшов на сервісі Netflix. Серіал є приквелом до «Паперового будинку» і розповідає про життя Андреса де Фонольоса на прізвисько «Берлін» до подій 1-го і 2-го сезонів оригінального серіалу. У ньому зіграли Педро Алонсо, Мішель Хеннер, Трістан Ульоа, Беґона Варґас та Хуліо Пенья Фернандес. Прем'єра серіалу відбулася на Netflix 29 грудня 2023 року і складалася з восьми епізодів.

## Синопсис
Берлін збирає команду в Парижі, щоб здійснити одне з найамбітніших пограбувань — викрасти коштовності вартістю 44 мільйони євро всього за одну ніч.

## Акторський склад

### Головні ролі
- Педро Алонсо — Андрес де Фонольоса «Берлін»[4]
- Трістан Ульоа — Даміан[4]
- Мішель Хеннер — Кейла[4]
- Беґона Варґас — Камерон[4]
- Хуліо Пенья Фернандес — Рой[4]

### Другорядні ролі
- Іціар Ітуньо — Ракель Мурільйо[5]
- Найва Німрі — Алісія Сієрра Монтес[5]
- Міко Джеррі — Олів'є
- Мартін Аслан ⁣— Елейн[4]

## Український дубляж
Серіал дубльовано студією «Так Треба Продакшн» на замовлення компанії «Netflix» у 2023 році.
- Режисерка дубляжу — Галина Желізняк
- Перекладачка — Ілона Штундер
- Спеціалісти зі зведення звуку — Дмитро Скриль, Юрій Гелун
- Менеджерка проєкту — Валерія Антонова

Ролі дублювали:
- Лесь Гімбаржевський — Берлін
- Олександр Шевчук — Даміан
- Кирило Татарченко — Рой
- Катерина Брайковська — Кейла
- Марина Локтіонова — Каміль
- Юлія Шаповал — Камерон
- А також: Руслан Драпалюк, Євген Пашин, Володимир Терещук, Юрій Гребельник, Олег Грищенко й Тетяна Руда.

## Епізоди
| № серії (в сезоні) | Назва серії                | Режисер(и)     | Сценарист(и)   | Оригінальна дата показу |
| --- | -------------------------- | -------------- | -------------- | ----------------------- |
| 1 | «Енергія любові»           | Буде визначено | Буде визначено | 29 грудня 2023          |
| На злеті своєї кар’єри Берлін збирає в Парижі команду, щоб здійснити неймовірне пограбування — викрасти коштовності з 34 міст вартістю 44 мільйони євро за одну ніч. |                            |                |                |                         |
| 2 | «Якір і вовк»              | Буде визначено | Буде визначено | 29 грудня 2023          |
| Рой і Камерон намагаються завадити отцю Туро зруйнувати їхній план. Тим часом повітря вулиць і катакомб Парижа сповнюється коханням.                                 |                            |                |                |                         |
| 3 | «Карти з ембріонами»       | Буде визначено | Буде визначено | 29 грудня 2023          |
| Здається, що все йде за планом… але недовго. Берлін обмірковує, як досягти успіху з пограбуванням і втримати Каміль, а Даміан повідомляє погані новини.              |                            |                |                |                         |
| 4 | «Акваріум на спині»        | Буде визначено | Буде визначено | 29 грудня 2023          |
| У розпал пограбування напруга зростає, адже команда починає сумніватися в авторитеті Берліна. Кейла та Брюс мають подбати про замітання слідів.                      |                            |                |                |                         |
| 5 | «After Love»               | Буде визначено | Буде визначено | 29 грудня 2023          |
| Стара травма Камерон нагадує про себе під час нелегальних вуличних перегонів. План переходить у нову фазу, а команда тікає від поліції, яка вже дихає їй у потилицю. |                            |                |                |                         |
| 6 | «Лимонна ніч»              | Буде визначено | Буде визначено | 29 грудня 2023          |
| Підозри Каміль посилюються. Халепа, у яку втрапляють Даміан, Камерон і Рой, ставить під сумнів алібі всієї команди. У Парижі виникає ускладнення.                    |                            |                |                |                         |
| 7 | «Остання незаймана заходу» | Буде визначено | Буде визначено | 29 грудня 2023          |
| Брюс допомагає Кейлі в смертельній небезпеці, до розслідування у Франції приєднуються Сьєрра й Мурільйо, а Берлін зазнає остаточної поразки.                         |                            |                |                |                         |
| 8 | «Загроза для слона»        | Буде визначено | Буде визначено | 29 грудня 2023          |
| Загнана в кут команда намагається скористатися планом утечі. Лише час покаже, чи готовий Берлін до фінального потрясіння.                                            |                            |                |                |                         |